# Will (football)
Pour les articles homonymes, voir Will.
Will Robson Emilio Andrade dit Will (né le 15 décembre 1973 à São Paulo au Brésil) est un joueur de football brésilien.

## Biographie
Will a principalement évolué au Brésil à l'Atlético Paranaense, club qui l'a découvert, avant de partir continuer sa carrière au Japon.
Il passera trois saisons en J. League D2 avec l'Oita Trinita entre 1998 et 2000.
Ensuite, il rejoindra le Consadole Sapporo, club avec qui il finira meilleur buteur de la J. League 2001 avec 24 buts. Il passera la saison suivante en prêt chez les Yokohama F. Marinos, qui le licenciera pour avoir frappé un de ses coéquipiers, Daisuke Oku, pendant un match,.
Il rejoint alors les Oita Trinita la saison suivante, avant de retourner aux Consadole Sapporo pour la saison 2004.
Will finit ensuite sa carrière en Chine chez les Wuhan Guanggu puis au Qatar à l'Al-Sailiya.

## Palmarès

### Club
- Championnat du Japon :
  - Meilleur buteur - 2001
  - Équipe type de l'année - 2001